# Tierra fiscal
Tierra fiscal es el término que se emplea para denominar a los lotes, terreno o Parcelas de tierra, que forman parte del territorio de un Estado, la propiedad de estos la ejerce el gobierno provincial o municipal, mediante leyes, decretos y reglamentaciones correspondientes.
En los países de economía libre, el Estado puede adquirir la propiedad de terrenos privados, normalmente mediante la compra o la expropiación por diferentes motivos. No obstante, en países donde no es posible la propiedad privada, el Estado es el propietario de todos los bienes inmuebles y sólo entrega permisos para hacer uso de ellos.  

## Legalización
Estas tierras pueden ser solicitadas a la administración de gobierno que corresponda en cada caso, con fines productivos, recreativos, para viviendas o con fines turísticos, habitualmente se debe llenar un formulismo y presentar un proyecto de lo que se pretende hacer en ella, es muy común que el valor de ellas sea insignificante en relación con las de la propiedad privada, en algunos casos se dan sin costo alguno, a los efectos de promocionar alguna política de estado. 
- No obstante los formulismos, se sabe que la tierra fiscal es ocupada generalmente en estado irregular y a ello se los denomina intrusos, hasta que entran en la etapa de legalización.
- Están las personas o instituciones que la ocupan legalmente y son llamados ocupantes de tierra fiscal.
- Hay gobiernos provinciales que en cada periodo de gobierno se encargan de regularizar la tierra fiscal y para ello se hacen mensuras de las ocupaciones y posteriormente se entregan los títulos de propiedad, dejando de ser esa parcela de propiedad del fisco.